# Villarta-Quintana
Villarta-Quintana is een gemeente in de Spaanse provincie en regio La Rioja met een oppervlakte van 24,73 km². Villarta-Quintana telt 151 inwoners (1 januari 2016).

## Demografische ontwikkeling
Bron: INE, 1857-2011: volkstellingen
Opm.: In 1857 werd de gemeente Quintanar de Rioja aangehecht